# Bregma

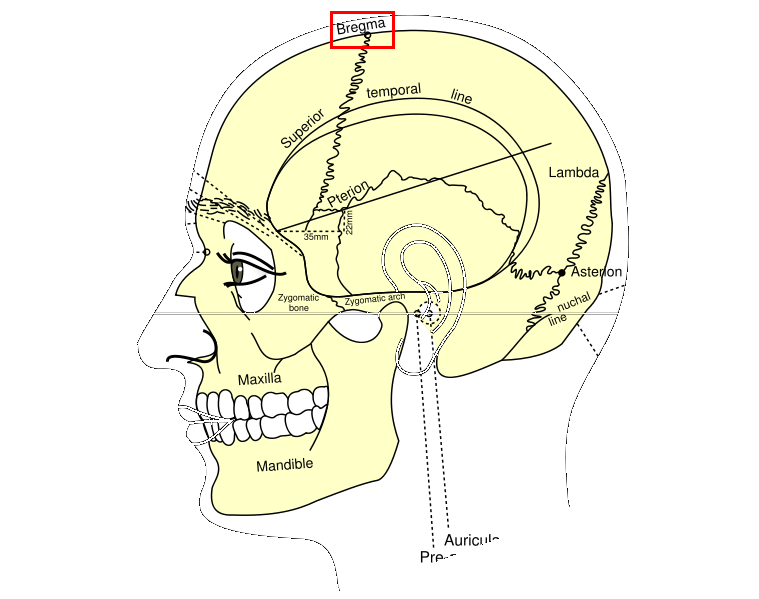
Egy sematikus emberi koponya oldalról (a piros téglalap jelöli a bregmát)

A bregma az emberi koponya (cranium) tetején található. Ez a koponyaboltozat (calvaria) legmagasabb pontja. A koszorúvarrat (sutura coronalis) és a sagittális varrat (sutura sagittalis) találkozásánál található.